# Bruant rayé
Oriturus superciliosus
Genre
Espèce
Statut de conservation UICN

 LC  : Préoccupation mineure
Le Bruant rayé (Oriturus superciliosus) est une espèce de passereau de la famille Passerellidae, l'unique représentante du genre Oriturus.

## Description
Le Bruant rayé mesure environ 18 cm.